# Seven Points, Texas
Seven Points là một thành phố thuộc quận Henderson, tiểu bang Texas, Hoa Kỳ. Năm 2010, dân số của xã này là 1455 người.

## Dân số
- Dân số năm 2000: 1145 người.
- Dân số năm 2010: 1455 người.